# Alabat (Insel)
Alabat ist eine philippinische Insel in der Provinz Quezon, der Insel Luzon vorgelagert. 
Die Insel Alabat liegt im Süden der Bucht von Lamon und trennt die Gewässer in die Lopez und Calauag-Bucht. Sie hat eine Länge von 33 km und eine Breite von 4 bis 6 km. Die Küstenlänge der Insel beträgt ca. 225 km. An der Südwestküste der Insel liegen große Mangrovenwälder, denen größere Marschflächen vorgelagert sind. Im Inneren der Insel liegen größere Regenwaldbestände im Alabat Watershed Forest Reserve. 
Die Fläche der Insel teilen sich die Gemeinden Quezon, Perez und Alabat. Das Klima der Insel ist tropisch schwülwarm ohne ausgeprägte Trockenzeit. Die Insel wird durch ihre Lage in der Taifunsaison regelmäßig von schweren Wirbelstürmen heimgesucht. Die schwersten Niederschläge fallen von November bis Januar.